# Laurynas Gucevičius

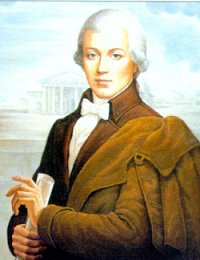
Laurynas Gucevičius

Laurynas Gucevičius (auch: Laurynas Stuoka-Gucevičius, polnisch: Wawrzyniec Gucewicz, * 1753 in Migonys bei Kupiškis; † 10. Dezember 1798 in Vilnius) war ein Architekt zur Zeit der Polnisch-Litauischen Realunion, der den Litauern als erster litauischer Architekt gilt und der der bekannteste Vertreter des litauischen Klassizismus ist.

## Leben und Werk

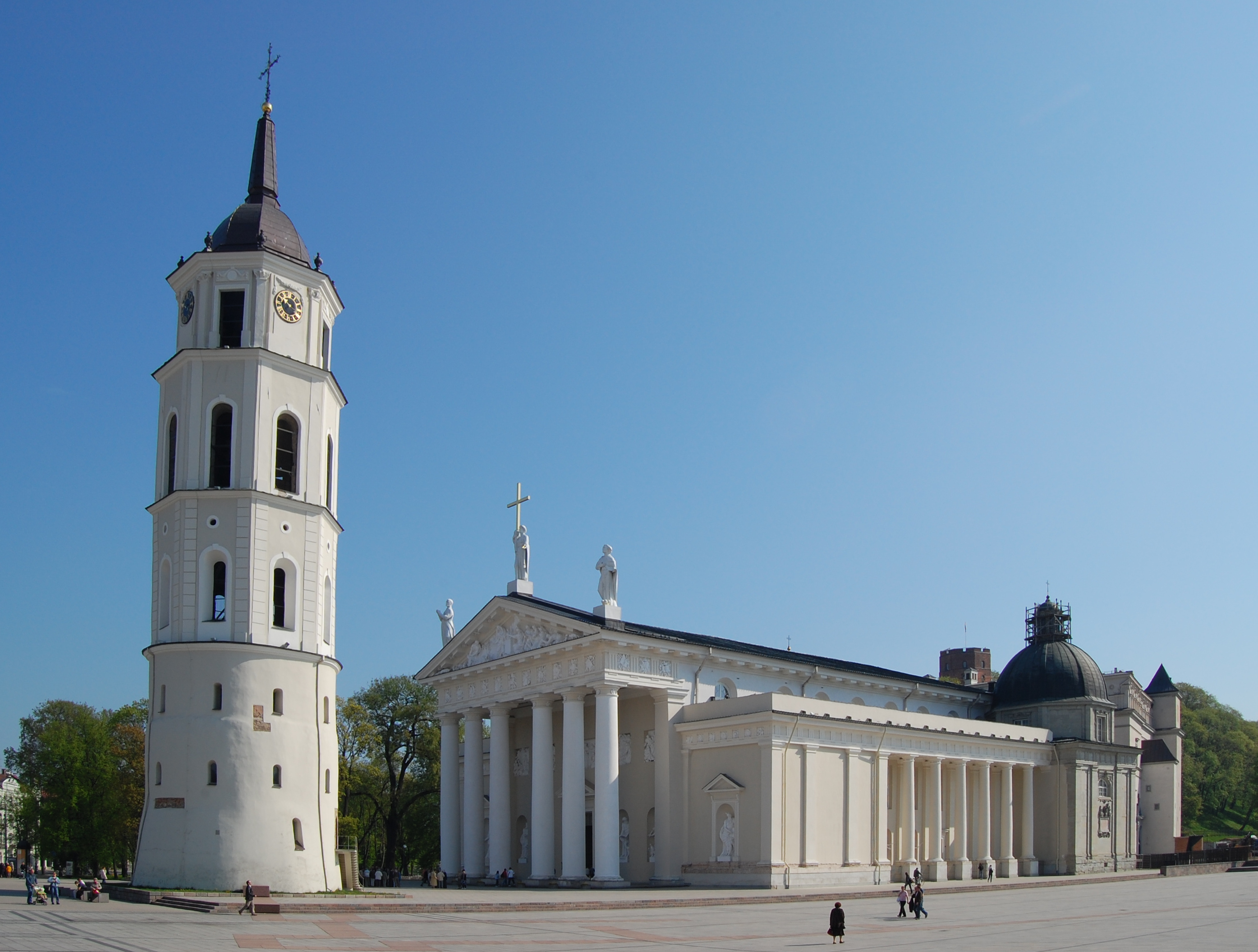
Kathedrale von Vilnius. Architekt: Laurynas Gucevičius

Gucevičius ging zunächst in Kupiškis und Palėvenė, später in Panevėžys zur Piaristenschule. Sein Vater war der Bauer Simonas Masiulis, seine Mutter hieß Kotryna Žekonytė. Wegen seines Stiefvaters Stuoka wird er manchmal auch Stuoka-Gucevičius genannt. Der Name Gucevičius (Gucewicz) geht möglicherweise auf seine Patentante Anna Gucewicz née Baltušytė zurück, die seine Ausbildung finanzierte.
Nach der Schule kam Laurynas Gucevičius als Mönchsmissionar nach Vilnius. 1773–1775 studierte er an der Universität Vilnius, 1776–1777 in Rom. 1778 reiste er durch die Länder Westeuropas, besuchte Architekturvorlesungen und lernte von den Werken der besten Architekten dieser Zeit. Nach seiner Rückkehr nach Vilnius wurde er zum Architekten des Verkiai-Palast-Ensembles des polnischen Adligen und Bischofs Massalski. 1789–1794 lehrte er Kartographie und militärisches Ingenieurwesen an der Universität Vilnius. 1793 wurde er als Nachfolger von Martin Knackfuss Professor und lehrte Architektur.
Laurynas Gucevičius beteiligte sich aktiv am Kościuszko-Aufstand von 1794. Dabei organisierte und führte er in Vilnius eine Bürgerwehr. Bei der Schlacht bei Ašmena wurde er schwer verletzt. Die Beteiligung am Aufstand führte zu seiner vorübergehenden Absetzung als Professor, erst 1797 kehrte er als Leiter der Architektur-Abteilung zurück.
Seine bemerkenswertesten Gebäude sind das Rathaus von Vilnius (erbaut 1799), die  Kathedrale von Vilnius (1801), das Ensemble des Palastes von Verkiai, der Palast von Rokiškis und die Wiederherstellung des Schlosses von Raudonė. Für den westlichen Teil von Vilnius fertigte er eine topografische Karte an. Es wird angenommen, dass Gucevičius für die wichtigen Adelsfamilien, Radvila (Radziwiłł), Sapiega (Sapieha), Pac, Tyzenhauz und andere, verschiedene Projekte ausarbeitete. Charakteristisch für seinen Stil sind die Monumentalität der Formen und Räume, die harmonische Einbettung in die Umgebung sowie die besondere Behandlung und Weiterentwicklung der antiken Architekturformen. Sein Werk wurde bestimmend für zahlreiche Architekten der klassizistischen Epoche in Litauen und Polen.
Leben und Schöpfungen Gucevičius' haben den litauischen Dichter Justinas Marcinkevičius zu seinem Gesangsdrama Die Kathedrale inspiriert.